# Orchestina foa
Espèce
Orchestina foa est une espèce d'araignées aranéomorphes de la famille des Oonopidae.

## Distribution
Cette espèce est endémique de Socotra au Yémen.

## Publication originale
- Saaristo & van Harten, 2002 :  The oonopid spiders (Arachnida: Araneae: Oonopidae) of Socotra, Yemen. Fauna of Arabia, vol. 19, p. 311-319.